# Dominique Léandri
Pour les articles homonymes, voir Léandri.
Dominique Léandri est une actrice et metteuse en scène française née en 1966.

## Biographie
Dominique Léandri est une ancienne élève du conservatoire de Lille.
En 1992, elle a obtenu le prix d'interprétation féminine pour le court métrage Vies mêlées de Martine Robert lors du Festival international du court métrage de Clermont-Ferrand,.
Elle travaille de façon régulière avec le Collège international des traducteurs, situé à Arles, pour lequel elle met en scène des lectures publiques,.
Elle a aussi, durant plusieurs années, enseigné à la Maison du geste et de l'image à Paris. Elle travaille également dans le doublage.
Après plusieurs mises en scène, de 2014 à 2015, elle a interprété des lectures publiques dans les bibliothèques de Rhône-Alpes, organisées par la compagnie Chiloé.

## Théâtre
- 1994 : Les Bonnes Ménagères de Carlo Goldoni, mise en scène Claude Yersin, Nouveau théâtre d'Angers
- 2000 : Sallinger de Bernard-Marie Koltès, mise en scène Jean Deloche, Théâtre Jean Vilar (Vitry-sur-Seine)
- 2006 : Esprit-Madeleine d'après Le Silence de Molière de Giovanni Macchia, mise en scène Anne Alvaro, Théâtre national de Chaillot
- 2007 : Le cœur n'est pas moderne de Martine Drai, mise en scène de l'auteur, Théâtre Na Loba
- 2007 : L'Assassin sans scrupules... d'Henning Mankell, mise en scène Marc Paquien, Théâtre de Sartrouville et des Yvelines
- 2013 : Ce soir on improvise de Luigi Pirandello, mise en scène Julien Guill, Théâtre Jean-Vilar
- 2013 : Around Mary's at Midnight de Serge Valletti, mise en scène Dominique Léandri, Théâtre de la Calade (Arles)

## Filmographie

### Cinéma

#### Courts métrages
- 1991 : Absence momentanée[7]
- 1992 : Vies mêlées de Martine Robert[2],[3]
- 1993 : Le Sommeil d'Adam[8]
- 1996 : Après coup[9]

## Doublage

### Cinéma
Films
- Neve Campbell dans :
  - Scream 2 (1997) : Sidney Prescott
  - Panic (2000) : Sarah Cassidy
  - Scream 3 (2000) : Sidney Prescott
  - Lost Junction (2003) : Missy Lofton
  - Scream 4 (2011) : Sidney Prescott
  - Scream 5 (2022) : Sidney Prescott
- Drew Barrymore dans :
  - Confessions d'un homme dangereux (2003) : Penny
  - Un duplex pour trois (2003) : Nancy Kendricks
- Kelly Macdonald dans :
  - Nanny McPhee (2005) : Evangeline
  - Anna Karénine (2012) : Dolly Oblonski

- 1989 : Vidéokid : L'Enfant génial[10] : la conseillère du foyer (Dea McAllister)
- 1999 : Mickey les yeux bleus : Helen (Margaret Devine)
- 2002 : Full Frontal : Heather (Tracy Vilar)
- 2003 : Retour à la fac : Marissa Jones (Perrey Reeves)
- 2006 : Le Labyrinthe de Pan : Carmen (Ariadna Gil)
- 2007 : Les Châtiments : Isabelle (Lara Grice)
- 2009 : Hierro : Laura (Bea Segura)
- 2011 : Comment savoir : Annie (Kathryn Hahn)

### Télévision

#### Séries télévisées
- 2003-2007 : Las Vegas : Mary O'Connell (Nikki Cox)
- 2011-2012 : 2 Broke Girls : Peach Landis (Brooke Lyons)
- 2023 : Twisted Metal : Raven (Neve Campbell)